# Ércole (apellido)
Ércole es un apellido italiano deribado del nombre latino Hércules y este a su vez del griego antiguo Heracles (Ἡρακλῆς, Hēraklḗs) que significa "Gloria de Hera". El apellido evoca al antiguo héroe semidiós grecorromano. 

## Origen del apellido
Heracles, que es el nombre original del cual deriva su variante latina, era en un comienzo un título y no un nombre, identificándose a numerosos héroes bajo ese título que posteriormente se fusionasen en una sola persona. No es posible identificar con precisión la región donde comenzó a utilizarse este nombre como nomen dentro de Italia. El apellido en sí tiene tres núcleos, uno romano, otro napolitano y otro en el área de Aquila. Secundariamente también se han encontrado rastros de familias apellidadas con ese nomen en Lazio, Toscana, Marche y Umbría. Puesto que algunos emperadores romanos como Maximiano usaban un cognomen Hercúleo, es posible que al igual que en la antigua Grecia, el apellido Ércole fuese implementado al comienzo como un cognomen honorífico o nominativo para luego convertirse en nomen.
En el caso nominativo, el apellido fue usado por algunos escritores antiguos acentuándose en la última vocal, como Ercolés. Durante la Edad Media Ércole ya era usado como nombre, siendo uno de sus registros Hércules I de Este (Ercole I d’Este) un duque de la Casa de Este.

## Variantes del apellido
El apellido presenta variantes como Hércules, Ercolano, Ercules, Ercolessi, Ercole, Ercolano, Ercolani, Hercolani, Arcoliniani, D'Ercole etc. Ercolino es típico de Foggia y Avellino, con una población también en Roma, podría derivarse, directamente o por medio de hipocorismos, del conocimiento. Herculio latino o de un nombre medieval Hércules.  Varias de las familias que portaban el nomen en alguna de sus variantes, eran de naturaleza noble.

### Nombre de Ércole y sus deribados dentro de la iglesia
La iglesia ortodoxa griega venera a doce santos con el nombre de Heraklés. Bajo el antiguo cognomen Erculés (en Turín) y Ercolessi (toscano). Derivado de Hércules, figura Herculano, obispo de Perugia y mártir de Totila, cuya efemérides es el 7 de noviembre. Con el cognomén  Ercolani Hercolani de una virgen Arcolonia (= Herculano) tomó el apellido de la familia Arcoloniani de Udine (actualmente extinto).

## Apellido Ércole en la actualidad
En la actualidad, si bien el apellido es encontrado en diversos países alrededor del mundo como Argentina y Estados Unidos, es mayoritariamente en Europa, especialmente en la región italiana de Piemonte y en menor proporción en el sur de Italia en Campania donde se hallan en mayor número las personas que portan dicho apellido o nomen.